# Wildflowers
Wildflowers es el segundo álbum de estudio del músico estadounidense Tom Petty, publicado por la compañía discográfica Warner Bros. Records en noviembre de 1994. El álbum fue el primero publicado por Petty tras firmar un contrato discográfico con Warner Bros., con quien había estado previamente como miembro de Traveling Wilburys, así como el primero de tres álbumes producidos por Rick Rubin.
A pesar de estar acreditado exclusivamente a Petty, Wildflowers incluyó la colaboración de todos los miembros de The Heartbreakers, con la excepción del batería Stan Lynch, que abandonó la banda a comienzos de 1994. Steve Ferrone tocó la batería en Wildflowers y se unió oficialmente al grupo al año siguiente. Sin embargo, el álbum no fue acreditado a The Heartbreakers porque, según palabras de Petty: "Rick [Rubin] y yo queríamos más libertad que estar atrapados dentro de cinco tipos". A pesar de ello, Petty optó por utilizar a la mayor parte de su banda regular como músicos de sesión, lo que demostró su comodidad dentro de este formato. La revista Rolling Stone situó a Wildflowers en el número doce de su lista de los mejores discos de la década de 1990.
Wildflowers incluyó tres sencillos publicados entre 1994 y 1995, el más notable «You Don't Know How It Feels», que alcanzó el puesto trece en la lista Billboard Hot 100 y llegó al primer puesto de la lista Mainstream Rock Tracks durante una semana. Su cara B, «Girl on LSD», iba a ser a priori publicada en Wildflowers, aunque fue eliminada por Warner Bros. debido a sus referencias sobre las drogas.

## Lista de canciones
Todas las canciones escritas y compuestas por Tom Petty excepto donde se anota. 
| N.º | Título                        | Escritor(es)             | Duración |  |
| 1.  | «Wildflowers»                 |                          | 3:11     |  |
| 2.  | «You Don't Know How It Feels» |                          | 4:49     |  |
| 3.  | «Time to Move On»             |                          | 3:15     |  |
| 4.  | «You Wreck Me»                | Tom Petty, Mike Campbell | 3:22     |  |
| 5.  | «It's Good to Be King»        |                          | 5:10     |  |
| 6.  | «Only a Broken Heart»         |                          | 4:30     |  |
| 7.  | «Honey Bee»                   |                          | 4:58     |  |
| 8.  | «Don't Fade on Me»            | Tom Petty, Mike Campbell | 3:32     |  |
| 9.  | «Hard on Me»                  |                          | 3:48     |  |
| 10. | «Cabin Down Below»            |                          | 2:51     |  |
| 11. | «To Find a Friend»            |                          | 3:23     |  |
| 12. | «A Higher Place»              |                          | 3:56     |  |
| 13. | «House in the Woods»          |                          | 5:32     |  |
| 14. | «Crawling Back to You»        |                          | 5:05     |  |
| 15. | «Wake Up Time»                |                          | 5:19     |  |

## Personal
- Tom Petty: voz, guitarra acústica, guitarra eléctrica, armónica, piano y órgano
- Mike Campbell: guitarra eléctrica, guitarra acústica, guitarra slide, bajo, sitar
- Benmont Tench: armonio, piano, órgano, melotrón y zenon
- Howie Epstein: bajo y coros
- Steve Ferrone: batería excepto en «To Find a Friend»
- Michael Kamen: orquestación
- Ringo Starr: batería en «To Find a Friend»
- Lenny Castro: percusión
- Phil Jones: percusión
- John Pierce: bajo
- Jim Horn: saxofón en «House in the Woods»
- Brandon Fields: saxofón en «House in the Woods»
- Greg Herbig: saxofón en «House in the Woods»
- Kim Hutchcroft: saxofón en «House in the Woods»
- Marty Rifkin: pedal steel guitar en «House in the Woods»
- Carl Wilson: guitarra en «Honey Bee»

## Posición en listas
| País           | Lista                   | Posición |
| -------------- | ----------------------- | -------- |
| Alemania       | Media Control Charts    | 15       |
| Australia      | ARIA Albums Chart       | 38       |
| Austria        | Austrian Top 75 Albums  | 13       |
| Estados Unidos | Billboard 200           | 8        |
| Noruega        | Norwegian Top 40 Albums | 20       |
| Nueva Zelanda  | New Zealand Music Chart | 29       |
| Reino Unido    | UK Albums Chart         | 36       |
| Suecia         | Swedish Albums Chart    | 7        |
| Suiza          | Swiss Music Charts      | 17       |